# Kanton Ardentes
Der Kanton Ardentes ist seit 1790 ein französischer Wahlkreis in den Arrondissements Châteauroux und Issoudun im Département Indre in der Region Centre-Val de Loire; sein Hauptort ist Ardentes.

## Gemeinden
Der Kanton besteht aus zwölf Gemeinden mit insgesamt 17.164 Einwohnern (Stand: 1. Januar 2022) auf einer Gesamtfläche von 395,94 km²:
| Gemeinde                 | Einwohner 1. Januar 2022 | Fläche km² | Dichte Einw./km² | Code INSEE | Postleitzahl | Arrondissement |
| ------------------------ | ------------------------ | ---------- | ---------------- | ---------- | ------------ | -------------- |
| Ambrault                 | 887                      | 25,59      | 35               | 36003      | 36120        | Issoudun       |
| Ardentes                 | 3.747                    | 62,09      | 60               | 36005      | 36120        | Châteauroux    |
| Arthon                   | 1.216                    | 46,80      | 26               | 36009      | 36330        | Châteauroux    |
| Diors                    | 755                      | 25,44      | 30               | 36064      | 36130        | Châteauroux    |
| Étrechet                 | 1.002                    | 17,89      | 56               | 36071      | 36120        | Châteauroux    |
| Jeu-les-Bois             | 405                      | 38,32      | 11               | 36089      | 36120        | Châteauroux    |
| Le Poinçonnet            | 5.848                    | 45,00      | 130              | 36159      | 36330        | Châteauroux    |
| Mâron                    | 736                      | 27,84      | 26               | 36112      | 36120        | Châteauroux    |
| Montierchaume            | 1.637                    | 37,20      | 44               | 36128      | 36130        | Châteauroux    |
| Sainte-Fauste            | 260                      | 23,07      | 11               | 36190      | 36100        | Issoudun       |
| Sassierges-Saint-Germain | 447                      | 31,72      | 14               | 36211      | 36120        | Châteauroux    |
| Vouillon                 | 224                      | 14,98      | 15               | 36248      | 36100        | Issoudun       |
| Kanton Ardentes          | 17.164                   | 395,94     | 43               | 3601       | –            | –              |

Bis zur landesweiten Neuordnung der französischen Kantone im März 2015 gehörten zum Kanton Ardentes die zwölf Gemeinden Ardentes, Arthon, Buxières-d’Aillac, Diors, Étrechet, Jeu-les-Bois, La Pérouille, Le Poinçonnet, Luant, Mâron, Sassierges-Saint-Germain und Velles. Sein Zuschnitt entsprach einer Fläche von 436,54 km2. Er besaß vor 2015 den INSEE-Code 3602.